# Sông Sa Lung (Quảng Trị)
Sông Sa Lung, phần thượng nguồn còn gọi là Rào Quang, là một con sông đổ ra Sông Bến Hải. Sông có chiều dài 59 km và diện tích lưu vực là 410 km².
Sông Sa Lung chảy qua các tỉnh Quảng Trị, Quảng Bình .